# جون س. ديفوراك
جون س. ديفوراك (بالإنجليزية: John C. Dvorak)‏ هو صحفي أمريكي، ولد في 5 أبريل 1952 في لوس أنجلوس في الولايات المتحدة.

## وصلات خارجية
- الموقع الرسمي
- جون س. ديفوراك على موقع إن إن دي بي (الإنجليزية)